# 5758 Brunini
5758 Brunini este un asteroid din centura principală, descoperit pe 20 august 1976, de Mario Cesco.